# Corinne Foxx
Corinne Foxx (Los Angeles, 15 de fevereiro de 1994) é uma atriz norte-americana. Foxx estudou na Sierra Canyon High School, Universidade do Sul da Califórnia e várias outras escolas de atuação.

## Biografia
Nascida em 15 de fevereiro de 1994 na cidade de Los Angeles, Foxx é filha do ator Jamie Foxx e de Connie Kline, ex-esposa do ator. Ela foi líder de torcida na Sierra Canyon School, e, por conta disso, apareceu na capa da American Cheerleader em 2011. Corinne também estudou na Universidade do Sul da Califórnia, onde foi membro da classe de 2016. Corinne Foxx foi líder de torcida, estudante de relações públicas e entrou para a sororidade Pi Beta Phi. Depois do colegial, Corinne participou no Estúdio de Atuação Howard Fine e na Academia Americana de Artes Dramáticas.

## Carreira
Aos 6 anos, Corinne fez uma participação no The Jamie Foxx Show e serviu regularmente como acompanhante de seu pai no tapete vermelho enquanto crescia. Corinne Foxx apareceu em Sweet/Vicious e atuou como Miss Golden Globe em 2016. Ela foi anunciada como a DJ da segunda temporada de Beat Shazam (na qual seu pai é o apresentador) em 2018 e tem um papel na estreia de seu pai na direção, All-Star Weekend, embora o filme não tenha sido lançado e considerado indefinidamente arquivado em agosto de 2022. Ela voltou ao seu papel de DJ no Beat Shazam para sua estreia na terceira temporada em 20 de maio de 2019.
Foxx fez sua estreia formal como modelo no Bal des débutantes em novembro de 2014. Ela estreou neste mesmo ano e representou marcas como Ralph Lauren, Dolce & Gabbana, Kenneth Cole e cosméticos Wet 'n' Wild. Ela fez sua estreia na New York Fashion Week em 2016, desfilando para a linha Yeezy de Kanye West, e desfilou na New York Fashion Week para a linha Spring 2018 de Sherri Hill em setembro de 2017.
Em 2019, ela interpretou Sasha na sequência de terror 47 Meters Down: Uncaged.

## Filmografia

### Filmes
| Ano  | Título                  | Papel        | Notas |
| ---- | ----------------------- | ------------ | ----- |
| 2019 | 47 Meters Down: Uncaged | Sasha        |       |
| 2020 | Safety                  | Kaycee Stone |       |

### Televisão
| Ano           | Título                             | Papel                                | Notes                                        |
| ------------- | ---------------------------------- | ------------------------------------ | -------------------------------------------- |
| 2013          | 86th Academy Awards                | Dançarina de palco (com as crianças) | Especial de TV; "Happy" de Despicable Me 2   |
| 2013          | David Blaine: Real or Magic        | Ela mesma                            | Especial de TV                               |
| 2016          | Sweet/Vicious                      | Rachel Abrams                        | Episódio "All Eyez on Me"                    |
| 2017–presente | Beat Shazam                        | Ela mesma                            | DJ no Beat Shazam                            |
| 2018          | Carpool Karaoke                    | Ela mesma                            | Episódio "Jamie Foxx & Corinne Foxx"         |
| 2019          | Live in Front of a Studio Audience | Thelma                               | Episódios "All in the Family" e "Good Times" |
| 2021          | Dad Stop Embarrassing Me!          |                                      | Produtora executiva                          |
| 2022          | Dollface                           | Ruby                                 |                                              |

### Vídeos musicais
| Ano  | Título                   | Papel                     | Notas            |
| ---- | ------------------------ | ------------------------- | ---------------- |
| 2013 | Pharrell Williams: Happy | Dançarina (não creditada) | Videoclipe curto |